# Virtus Bolonia
El Virtus Pallacanestro Bologna es el nombre oficial de un histórico club de baloncesto italiano, fundado en 1929 en la ciudad de Bolonia. Actualmente compite en la Serie A, la primera división del baloncesto en Italia. Disputa sus partidos como local en el PalaDozza, con capacidad para 9.700 espectadores.
Es uno de los clubes más prestigiosos de Italia y Europa, como así acredita su palmarés que, entre otros títulos, cuenta con 2 Euroligas y 1 Recopa de Europa, y 16 Ligas italianas y 8 Copas italianas.
Pese a que "Virtus Pallacanestro Bologna" es el nombre oficial, el club ha sido normalmente conocido con el nombre que le han dado las diferentes empresas que lo han patrocinado a lo largo de su historia, como la mayoría de los equipos italianos de baloncesto. Sus nombres comerciales más conocidos son Sinudyne, Granarolo, Knörr, Buckler y Kinder. Actualmente se le conoce como Segafredo.

## Historia
El club tiene una larga historia. La mejor temporada del Virtus en cuanto a trofeos fue la 2000/01, cuando ganó la Euroliga (aunque era el año de la escisión entre FIBA y ULEB) y la Liga y la Copa italianas. El argentino Manu Ginóbili fue elegido MVP en las tres competencias. Antes había ganado la Euroliga también en 1998 con Predrag Danilović.
Sin embargo, después de esa temporada triunfal de 2000/01 varios jugadores clave se fueron. Al final de la temporada 2001/02, Manu Ginóbili, el nombrado mejor jugador de la Final a Cuatro de 2001, se marchó a la NBA, y también Marko Jarić. Al final de la temporada 2002/03, el Virtus, como consecuencia de graves problemas financieros, fue relegado a la segunda división italiana. Consiguió el retorno a la primera división, la Serie A, en la temporada 2006/07.
La fuerte rivalidad local entre Virtus y Fortitudo en Bolonia es una de las más intensas del mundo del deporte. El periodista de la revista americana Sports Illustrated Alexander Wolff dedicó un capítulo de su libro sobre baloncesto Big Game, Small World (ISBN 0-446-52601-0, 2002) a esta rivalidad.

## Patrocinadores
Por motivo de patrocinio, el club ha tenido diversos nombres a lo largo de su historia:
| - Minganti Bologna (1953–58) - Oransoda Bologna (1958–60) - Idrolitina Bologna (1960–61) - Virtus Bologna (1961–62) - Knorr Bologna (1962–65) - Candy Bologna (1965–69) - Virtus Bologna (1969–70) - Norda Bologna (1970–74) - Sinudyne Bologna (1974–83) - Granarolo Bologna (1983–86) - Dietor Bologna (1986–88) - Knorr Bologna (1988–93) - Buckler Bologna (1993–96) - Kinder Bologna (1996-02) | - Virtus Bologna (2002–03) - Carisbo Bologna (2003–04) - Caffè Maxim Bologna (2004–05) - VidiVici Bologna (2005–07) - La Fortezza Bologna [Liga] (2007–09) - VidiVici Bologna [Competición Europea] (2007–08) - Virtus BolognaFiere [Competición Europea] (2008–09) - Canadian Solar Bologna (2009–12) - SAIE3 Bologna (2012-2013) - Oknoplast Bologna (2013) - Granarolo Bologna (2013-2014) - Obiettivo Lavoro Bologna (2014–2015) - Granarolo Bologna (2015-2017) - Segafredo Virtus Bologna (2017- ) |

## Posiciones en Liga
| Temporada | Nivcl | Liga     | Pos. | G–P   | Copa de Italia   | Otras competiciones | Otras competiciones | Competiciones europeas | Competiciones europeas | Competiciones europeas |
| --------- | ----- | -------- | ---- | ----- | ---------------- | ------------------- | ------------------- | ---------------------- | ---------------------- | ---------------------- |
| 2007–08   | 1     | Serie A  | 15º  | 13–21 | Finalista        |                     |                     | 1 Euroleague           | TR                     | 2–12                   |
| 2008–09   | 1     | Serie A  | 5º   | 19–16 | Finalista        |                     |                     | 3 EuroChallenge        | C                      | 13–3                   |
| 2009–10   | 1     | Serie A  | 5º   | 17–15 | Finalista        |                     |                     |                        |                        |                        |
| 2010–11   | 1     | Serie A  | 8º   | 16–18 |                  |                     |                     |                        |                        |                        |
| 2011–12   | 1     | Serie A  | 5º   | 20–15 |                  |                     |                     |                        |                        |                        |
| 2012–13   | 1     | Serie A  | 14º  | 10–20 |                  |                     |                     |                        |                        |                        |
| 2013–14   | 1     | Serie A  | 13º  | 11–19 |                  |                     |                     |                        |                        |                        |
| 2014–15   | 1     | Serie A  | 8º   | 15–18 |                  |                     |                     |                        |                        |                        |
| 2015–16   | 1     | Serie A  | 16º  | 11–19 |                  |                     |                     |                        |                        |                        |
| 2016–17   | 2     | Serie A2 | 1º   | 33–11 |                  | LNP Cup             | C                   |                        |                        |                        |
| 2017–18   | 1     | Serie A  | 9º   | 15–15 | Cuartos de final |                     |                     |                        |                        |                        |
| 2018–19   | 1     | Serie A  | 11º  | 15-15 | Semifinalista    |                     |                     | 3 Champions League     | C                      |                        |
| 2019–20   | 1     | Serie A  | 1º   | 18–2  | Cuartos de final | Intercontinental    | 2º                  | 2 EuroCup              | —                      | 12–4                   |

## Palmarés

### Títulos internacionales
- 2 Euroliga: 1997-98, 2000-01.
- 1 Recopa de Europa: 1989-90.
- 1 FIBA EuroChallenge: 2008-09.
- 1 Basketball Champions League: 2018-19.
- 1 Eurocup: 2021-22.

### Títulos nacionales
- 16 Lega Basket Serie A: 1946, 1947, 1948, 1949, 1955, 1959, 1976, 1979, 1980, 1984, 1993, 1994, 1995, 1998, 2001, 2021.
- 8 Copa de Italia: 1973-74, 1983-84, 1988-89, 1989-90, 1996-197 1998-99, 2000-01, 2001-02.
- 4 Supercopa de Italia: 1995, 2021, 2022, 2023.
- 1 Copa LNP Italiana: 2017.
- 1 Lega Basket Serie A2: 2017.

### Números retirados
- 04  Roberto Brunamonti (Base, 1982–96)
- 05  Predrag Danilović (Escolta, 1992–95, 1997–2000)
- 10  Renato Villalta (Pívot, 1976–89)

## Jugadores notables
| - Emanuel Ginóbili - David Andersen - Brock Motum - Carl English - Bill Wennington - Krešimir Ćosić - Arijan Komazec - Christian Drejer - Diego Fajardo - Nacho Rodilla - Kristjan Kangur - Petteri Koponen - Eric Luc Leclerc - Antoine Rigaudeau - John Amaechi - Viktor Sanikidze - Nikos Ekonomou - Andreas Glyniadakis - Kostas Patavoukas - Alessandro Abbio - Valerio Amoroso - Gianni Bertolotti - Augusto Binelli - Lauro Bon - Marco Bonamico - Roberto Brunamonti - Massimo Bulleri - Carlo Caglieris - Flavio Carera - Claudio Coldebella - Andrea Crosariol - Fabio Di Bella - Alessandro Frosini - Luca Garri - Pietro Generali - Angelo Gigli - Michele Maggioli - Walter Magnifico - Andrea Michelori - Riccardo Morandotti - Riccardo Moraschini - Paolo Moretti - Samuele Podesta - Giuseppe Poeta - Gianmarco Pozzecco - Alex Righetti - Giampiero Savio - Luigi Serafini - Renato Villalta - Luca Vitali | - Jerome Jordan - Deividas Gailius - Saulius Štombergas - Mladen Šekularac - Ndudi Ebi - Michael Olowokandi - Ruslan Avleev - Shawn King - Marko Milič - Radoslav Nesterovic - Matjaž Smodiš - Jurij Zdovc - Danilo Anđušić - Predrag Danilović - Nikola Jestratijević - Dejan Koturović - Žarko Paspalj - Ivan Paunić - Branislav Prelević - Zoran Savić - Floyd Allen - Alan Anderson - Charlie Bell - Travis Best - Joe Binion - Earl Boykins - Will Conroy - Vonteego Cummings - Ed Daniel - Bennett Davison - Erick Dial - Chris Douglas-Roberts - Terry Driscoll - Sharrod Ford - Augustus Gilchrist - Rashard Griffith - Kenny Hasbrouck - LeRoy Hurd - Aaron Jackson - Clemon Johnson - Marcelus Kemp - Kris Lang - Terrell McIntyre - Tom McMillen - Jim McMillian - Joe Meriweather - Ricky Minard - David Moss - Scoonie Penn - Micheal Ray Richardson | - Juvonte Reddic - Elvis Rolle - Russ Schoene - Steven Smith - Dewarick Spencer - Greg Stokes - Reyshawn Terry - Jan van Breda Kolff - Jeremy Veal - Matt Walsh - Casper Ware - Willie Warren - Okaro White - Anthony Williams - Orlando Woolridge - - Germán Scarone - - Hugo Sconochini - - Dimitri Lauwers - - Mirza Begić - - Guilherme Giovannoni - - Ilian Evtimov - - Vlado Ilievski - - Marko Jarić - - Dušan Vukčević - - Tyrone Grant - - Andre Collins - - Jared Homan - - A.J.Guyton - - Dwight Hardy - - Corey Brewer - - Jacob Pullen - - K. C. Rivers - - Ken Lacey - - Donnei McGrath - - Jamie Arnold - - David Blu - - Brett Blizzard - - Mason Rocca - - Mike Sylvester - - Kennedy Winston - - Doremus Bennerman - - Keith Langford |